# Orangewein

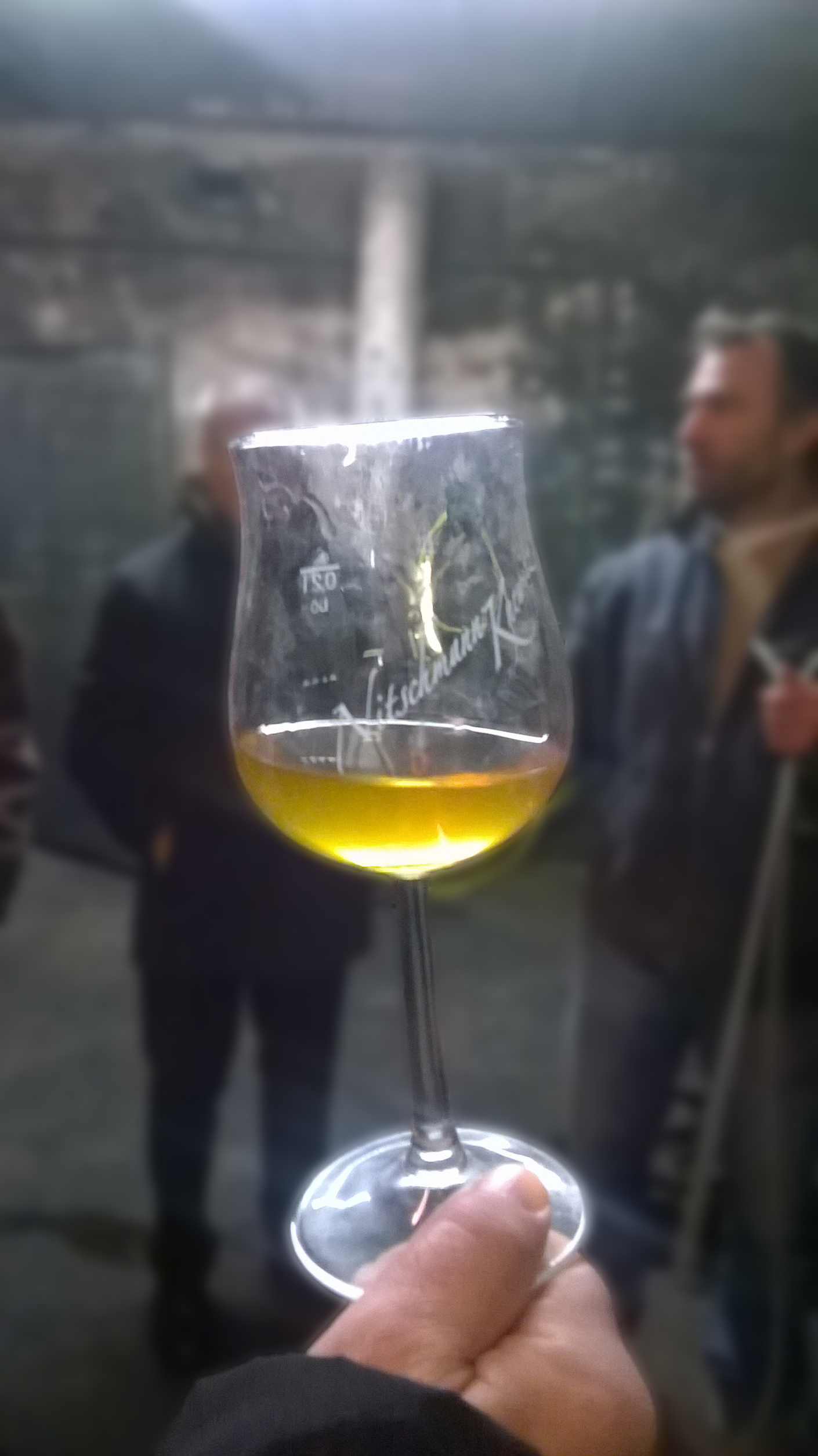
Fassprobe von Orangewein. Im Hintergrund der Winzer mit dem Schlauch zum Füllen des Glases.

Orangewein (englisch: orange wine) ist ein maischevergorener Wein aus grünen bzw. gelben Trauben, also ein Weißwein, der wie Rotwein hergestellt wird. Die Beeren werden mit Schale und Kernen vergoren und extrahieren dadurch mehr Tannine und Farbstoffe, als dies bei Weißwein der Fall ist. Orangewein hat eine dunkelgelbe bis orange Farbe und ist oft etwas trüb. Er wird als vierte Weinfarbe neben Rot, Weiß und Rosé bezeichnet.
Ein Beispiel für einen traditionellen Orangewein ist der Quevriwein aus Georgien. Im friulanisch-slowenischen Grenzgebiet wird auch die Rebsorte Ribolla Gialla (Gelber Ribolla) zu Orangewein ausgebaut. Die Weine präsentieren sich extrem unterschiedlich in Aussehen, Geruch und Geschmack und können gewöhnungsbedürftig sein. Orangewein wird überwiegend im gehobenen Preisniveau angeboten.
Er wird oft irrtümlich mit Naturwein oder Amphorenwein gleichgesetzt; alle drei Bezeichnungen sind jedoch voneinander unabhängig. Ein Orangewein muss nicht automatisch ein Naturwein oder Amphorenwein sein und umgekehrt.
Orangewein ist nicht mit Obstwein aus Orangen zu verwechseln, beispielsweise dem spanischen Tarongino.

## Geschichte
Der traditionellste Orangewein ist georgischer Amphorenwein, der in Quevris (Tongefäßen) nach dem kachetischen Stil, d. h. durch Maischegärung, produziert wird. Historisch betrachtet ist die Weinherstellung mittels Maischegärung in großen, in die Erde vergrabenen Quevris eine der älteste Formen der Weinherstellung. Dieser Ausbau ist bis in die Antike in Georgien zurückverfolgbar und rund 4500 bis 5000 Jahre alt. Amphoren waren das damals übliche Aufbewahrungs- und Transportgefäße für Flüssigkeiten. Quevris wurden speziell für die Weinerzeugung und Lagerung eigens erzeugt. Sie wurden aus statischen und klimatischen Gründen in den Boden vergraben. Diese Art der Weinbereitung hat sich bis heute in Georgien gehalten und ist seit dem späten 20. Jahrhundert auch international wieder verbreitet, unter anderem in Italien, Slowenien, Kroatien, Deutschland, Österreich und Frankreich.
Auch in den nördlichen Weißweingebieten war ein gewisses Maß an Maischestandzeit nicht unüblich. So wurden Rebsorten mit dickerer Haut, beispielsweise Sylvaner sehr lange bereits im Weinberg gemahlen, und oftmals als Arbeitserleichterung oder aufgrund von Verzögerungen im Betriebsablauf erst am nächsten Tages gepresst. Durch die flächendeckende Motorisierung nach dem Zweiten Weltkrieg wurde diese Form der Oxidation und der unkontrolliert einsetzenden Gärung obsolet.
Heute werden solche Techniken vor allem bei Orangewein wieder bewusst eingesetzt, um unterschiedliche Stile zu erzeugen. Verschiedene Merkmale wie Amphoren, Naturwein und andere werden dabei sowohl einzeln eingesetzt als auch kombiniert. Inzwischen werden auch sehr reduktiv erzeugte Orangeweine hergestellt.

## Herstellung

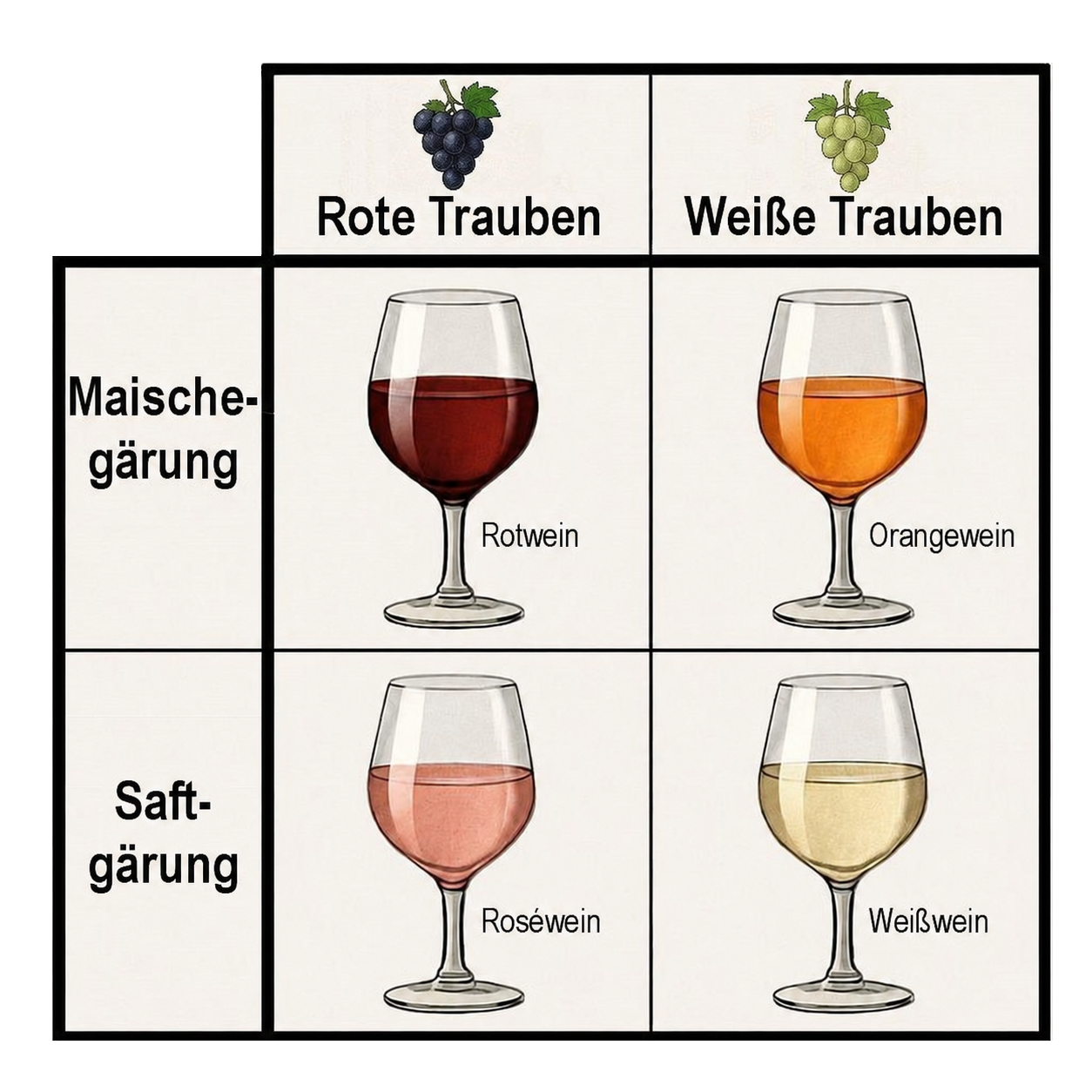
Vereinfachte Darstellung der vier Weinfarben - Rotwein, Orangewein, Roséwein, Weißwein

Die Herstellung kann sowohl mit traditionellen als auch modernen Methoden der Weinbereitung erfolgen.
Zunächst werden weiße Trauben gelesen. Diese können, müssen aber nicht aus Bioanbau stammen. Anschließend werden sie zur sogenannten Maische zerquetscht. Die Schalen und Kerne und unter Umständen auch Stiele sind Teil der Maische. Die Maischegärung erfolgt dann in Tanks, Fässern oder Amphoren mit oder ohne Zugabe von Reinzuchthefen oder Schwefel. Erst nach Tagen, Wochen oder gar Monaten wird abgepresst. Je länger der Kontakt mit der Maische, desto mehr Tannine und Farbe erhält der Wein. Nach der Maischegärung wird der Wein geklärt und eventuell in andere Behälter umgefüllt. Diese werden verschlossen (entweder luftdicht oder mit geringem Luftzugang) und der Wein beginnt zu reifen. Je nach Herstellungsmethode sind Orangeweine reduktiv oder oxidativ. Nach der Reifung wird der Wein gegebenenfalls geschönt und gegebenenfalls gefiltert und schließlich in Flaschen gefüllt.
Die lange Maischestandzeit an sich ist bei den meisten Rebsorten unkritisch. Wichtig ist besonders gesundes Lesematerial, da weiße Rebsorten empfindlicher als rote sind. Um dies zu gewährleisten, sind bereits im Weinberg Mehrarbeit sowie ein guter Standort notwendig. Daraus resultierend hat sich ein Preis im oberen mittleren bis gehobenen Segment für Orangeweine etabliert.

## Abgrenzung zu Natur- und Amphorenwein
Viele Winzer, die Orangewein produzieren, verfolgen eine Naturwein-Philosophie und verwenden daher dieselben Produktionsmethoden wie beim Naturwein oder Amphorenwein. Methoden, die dem Naturwein zuzuordnen sind, werden deshalb irrtümlich automatisch dem Orangewein zugeschrieben. Aufgrund dessen und weil es noch keine gesetzlichen Regelungen dazu gibt, wird der Begriff Orangewein bei Vermarktung und Kritik häufig fälschlicherweise als Überbegriff für Naturwein und Amphorenwein verwendet oder die Begriffe werden einfach vermengt. Der georgische Quevri beispielsweise ist sowohl Orangewein als auch Amphorenwein – es gibt jedoch sowohl Orangeweine ohne Amphore, als auch Amphorenweine, die nicht orange sind.

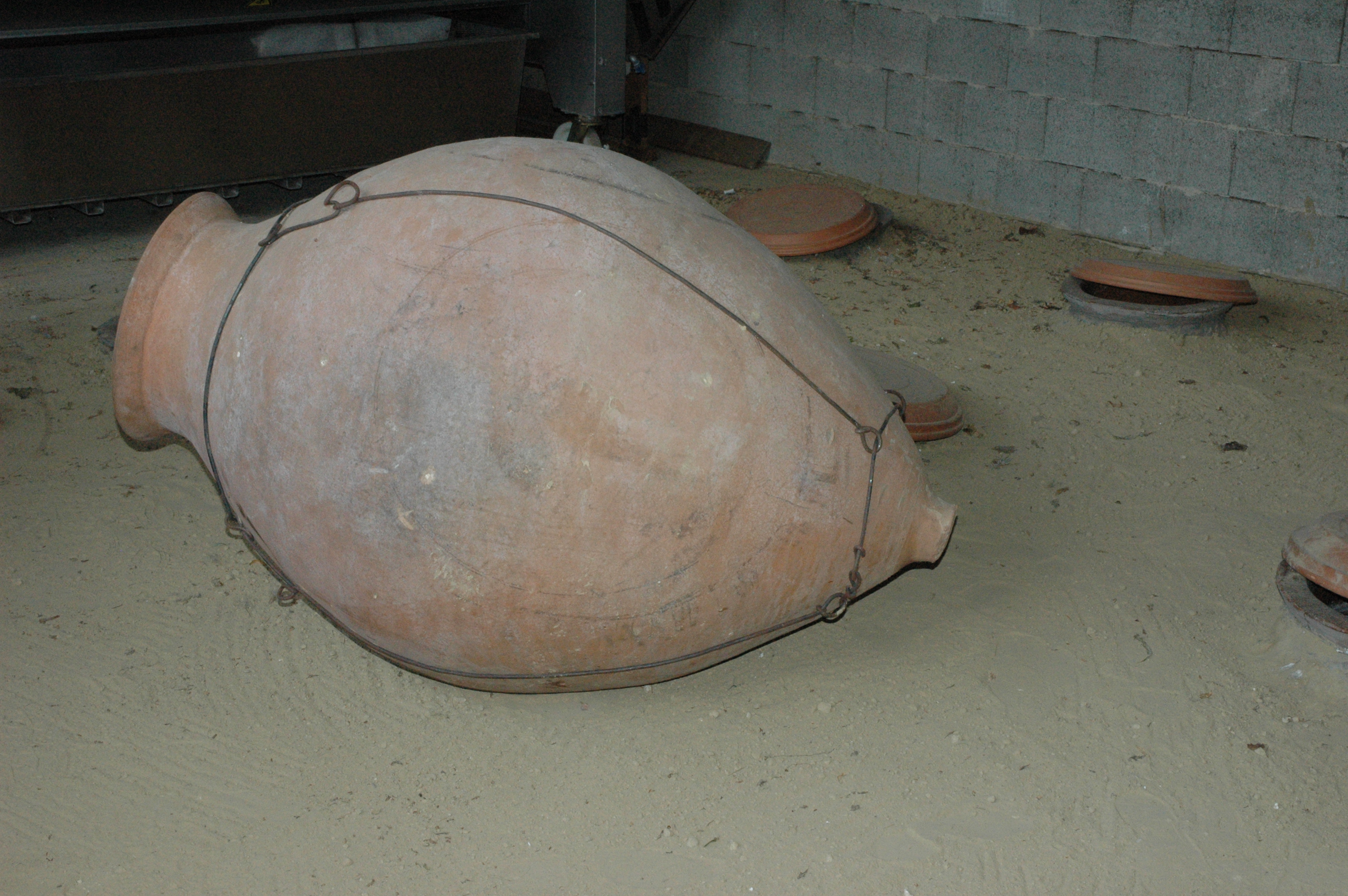
Im Vordergrund eine leere und im Hintergrund mehrere im Boden eingegrabene Quevri zur Herstellung von Amphorenwein

Methoden bei Natur- oder Amphorenwein sind z. B. oxidativer Ausbau durch Verwendung von Holzfässern oder Amphoren, der Verzicht auf Schwefel, auf Reinzuchthefen (Spontanvergärung) oder auf Temperatursteuerung der Gärung. Dies sind jedoch weder notwendige noch alleinige Eigenschaften eines Orangeweins, sondern nur weitere weinbauliche Methoden. Solche Methoden begünstigen das Entstehen von Weinfehlern (im Sinne einer Qualitätsweinbeurteilung). Ein umgekippter und oxidierter Weißwein mag von der Farbe her einem Orangewein ähneln, ist jedoch einfach ein umgekippter und oxidierter Wein. Oft werden gerade solche fehlerhaften Weine zur Kritik am Orangewein herangezogen. Diese Weine eines kleinen Teils der Erzeuger, für den Chemie und Mikrobiologie kaum von Interesse ist, unter Umständen mit einer bedenklichen Kellerhygiene, schädigen so den Ruf des Marktsegmentes. Betriebe vermarkten diese fehlerhaften Weine oft als „authentisch, innovativ, individuell und experimentell“.
Im positiven Fall können Natur- und Amphorenweine unverwechselbare Unikatsweine sein und damit die Diversität der Weinwelt erweitern und ein ganzheitliches Naturverständnis erzeugen, welches zu einem neuen Lebensstil und Weinstil führt.

## Gesetzliche Regelung

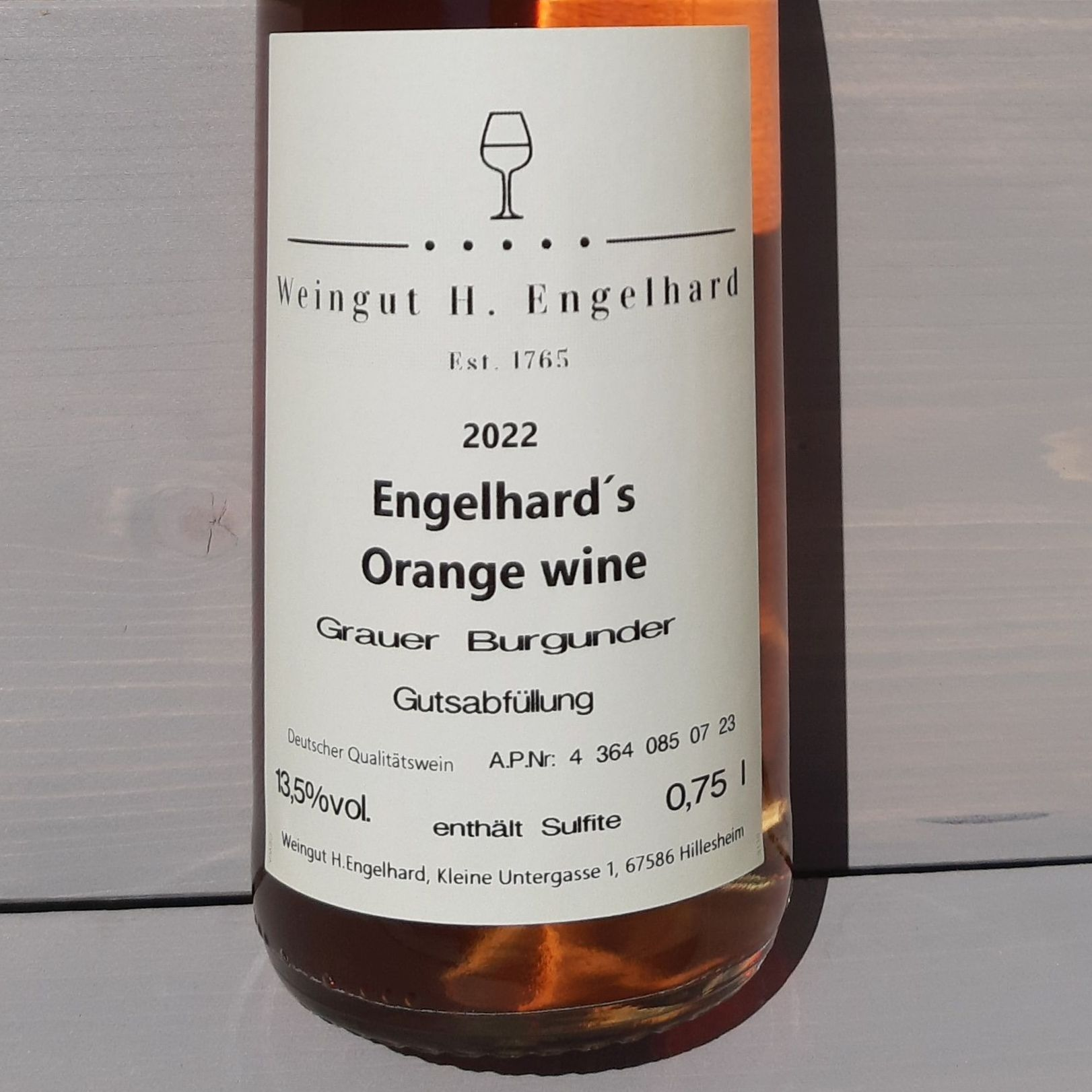
Ein Orangewein mit AP-Nr.

Bei den Bezeichnungen Orangewein, naturbelassener Wein, Naturwein, Amphorenwein oder Quevriwein handelt es sich um keine geschützten und klar definierten Begriffe. Grundlage der Erzeugung ist dennoch die Weingesetzgebung. Voraussetzung für die Bezeichnung als Qualitätswein ist die Vergabe einer Amtlichen Prüfungsnummer. Dabei wird u. a. ein rebsortentypischer Charakter des Weines gefordert, den Orangeweine nicht bieten können. Daher werden diese Weine überwiegend als Wein oder Landwein im Sinne der Weingesetzgebung in Verkehr gebracht. Analog zu Cuvées und in Anbetracht des wachsenden Marktsegmentes werden inzwischen in Deutschland und Österreich vereinzelt AP-Nummern vergeben.

## Verbreitung
Orangewein ist international ein Nischenprodukt, dessen Anteil am gesamten Weinmarkt in den meisten Ländern unter 1 % liegt. Besonders in den skandinavischen Ländern und den USA gibt es eine wachsende Nachfrage, vor allem in urbanen Zentren und bei naturweininteressierten Konsumenten.

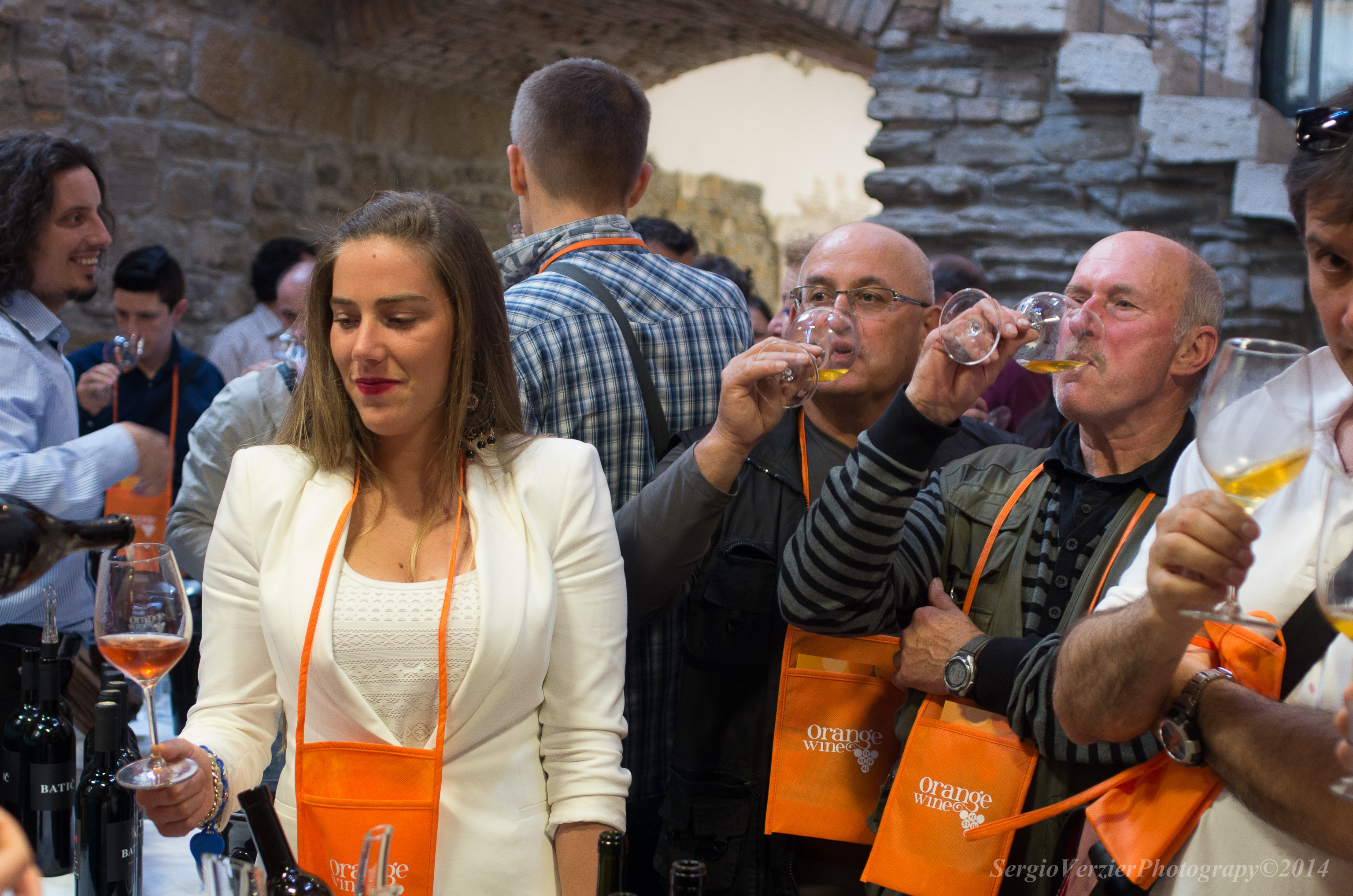
Orange Wine Festival

Im August 2024 brachte der Discounter Aldi erstmals einen Orange-Naturwein in seine Filialen in Großbritannien, wo Orangewein und Naturwein bis dahin nur im spezialisierten Weinhandel bzw. auf dem Naturweinmarkt erhältlich waren.
Auch wenn maischevergorene Weißweine nicht zur Tradition der meisten Weinbauern gehören, gibt es einen internationalen Trend, bei dem Winzer mit Orangewein Erfahrung sammeln und mittels traditionellen und modernen Methoden verschiedene Stile erzeugen. In den 1990er-Jahren nahm in der italienischen Provinz Gorizia die neue Orangewein-Bewegung ihren Anfang, die sich über Österreich bis nach Deutschland verbreitete. 2013 wurde im Rheingau erstmals ein international besetztes Orangewein-Symposium veranstaltet.

## Sensorik und Genuss

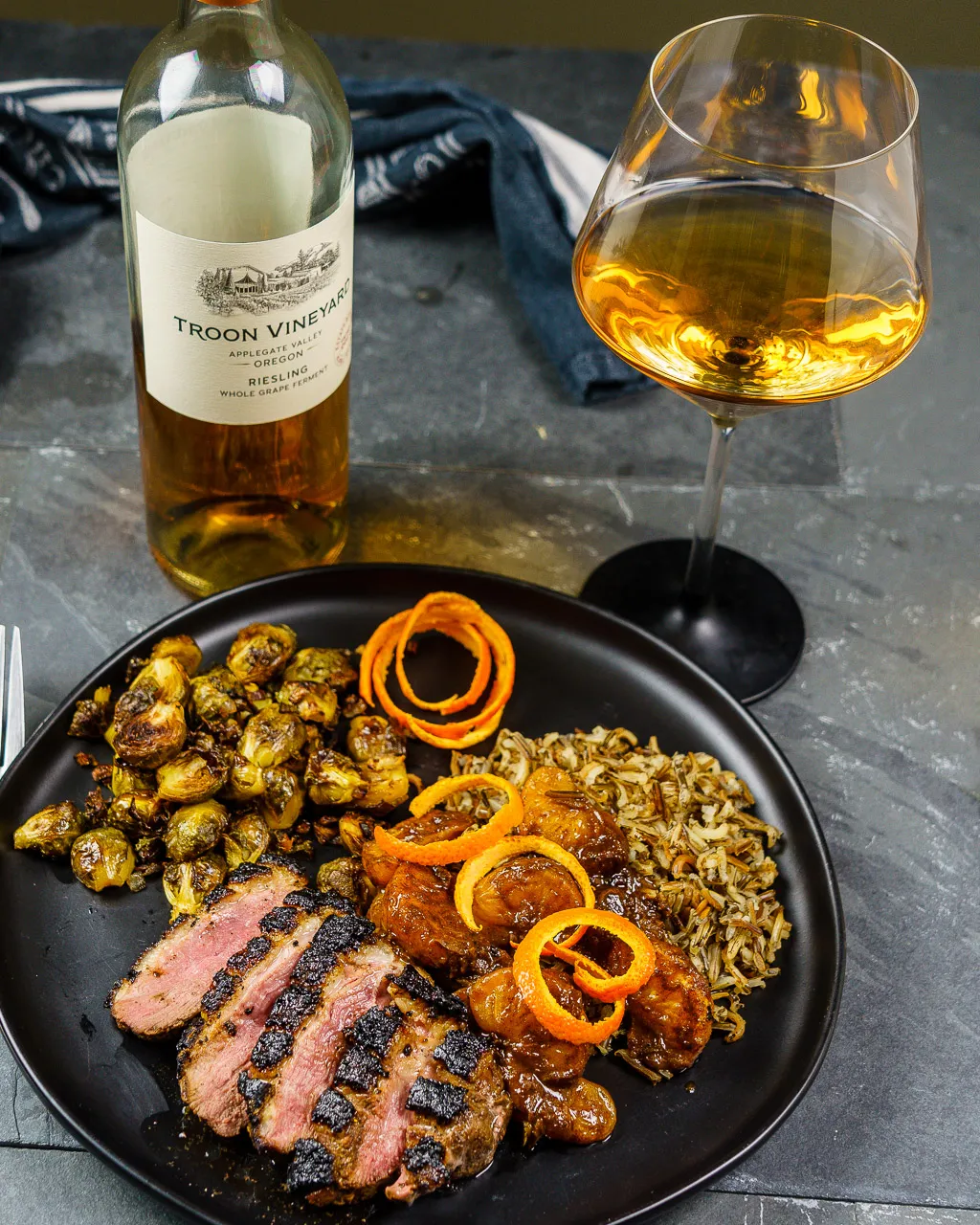
Orangewein serviert zu Indianerreis, Orangensauce, Entenbrust-Steak und gebratenem Rosenkohl.

Je nach Herstellungsmethode sind Orangeweine oft trüb. Ähnlich wie Rotweine besitzen auch Orangeweine ein auffälliges, eigenes Geschmacksbild und eine starke, komplexe Textur. Durch die Maischegärung sind sie wesentlich komplexer und körperreicher als Weißwein und besitzen Tannine. Der Sortencharakter der Rebsorten geht dabei teilweise verloren bzw. verändert sich. Ihnen fehlen die weißweintypischen, primärfruchtigen Rebsorten-Aromen. Stattdessen überwiegen gerbstoffartige, erdige, würzige Noten. Häufig sind Aromen von kandierten und getrockneten Früchten, gerösteten Mandeln, Honig und Karamell zu finden.
Orangewein trinkt man idealerweise aus einem Rotweinglas. Dank des großen Kelches können sich die komplexen Aromen gut entfalten. Mit etwas Zeit im Glas entwickelt sich der Wein freier und zeigt seine aromatische Vielfalt. Die optimale Serviertemperatur liegt bei 14 bis 18 °C und sollte nicht zu kühl sein.
In Kombination mit Speisen spielt Orangewein seine Talente vor allem bei mittelhellem bis dunklen Fleisch, gegrilltem Gemüse sowie orientalisch oder indisch gewürzten Gerichten aus. Auch als Aperitif ist er besonders in trockenen Ausführungen empfehlenswert.